# Arques (Paso de Calais)
Arques es un localidad y comuna francesa, ubicada en el departamento de Paso de Calais (Pas-de-Calais) en la región de Norte-Paso de Calais (Nord-Pas-de-Calais). La villa es célebre por su industria del vidrio y el cristal, y representa el primer productor mundial de cristalería de mesa, y por su ascensor para barcos, único en toda Francia.
A sus habitantes se les conoce por el gentilicio Arcasois.

## Demografía
| 7221 | 8735 | 10 042 | 9245 | 9014 | 9331 | 9936 |
| Para los censos de 1962 a 1999 la población legal corresponde a la población sin duplicidades (Fuente: INSEE [Consultar]) |      |        |      |      |      |      |

## Historia
Villa del Condado de Artois, El Tratado de Senlis (1493) supuso su inclusión en los Países Bajos de los Habsburgo, hasta su conquista por las tropas francesas el 5 de marzo de 1677.

## Lugares de interés

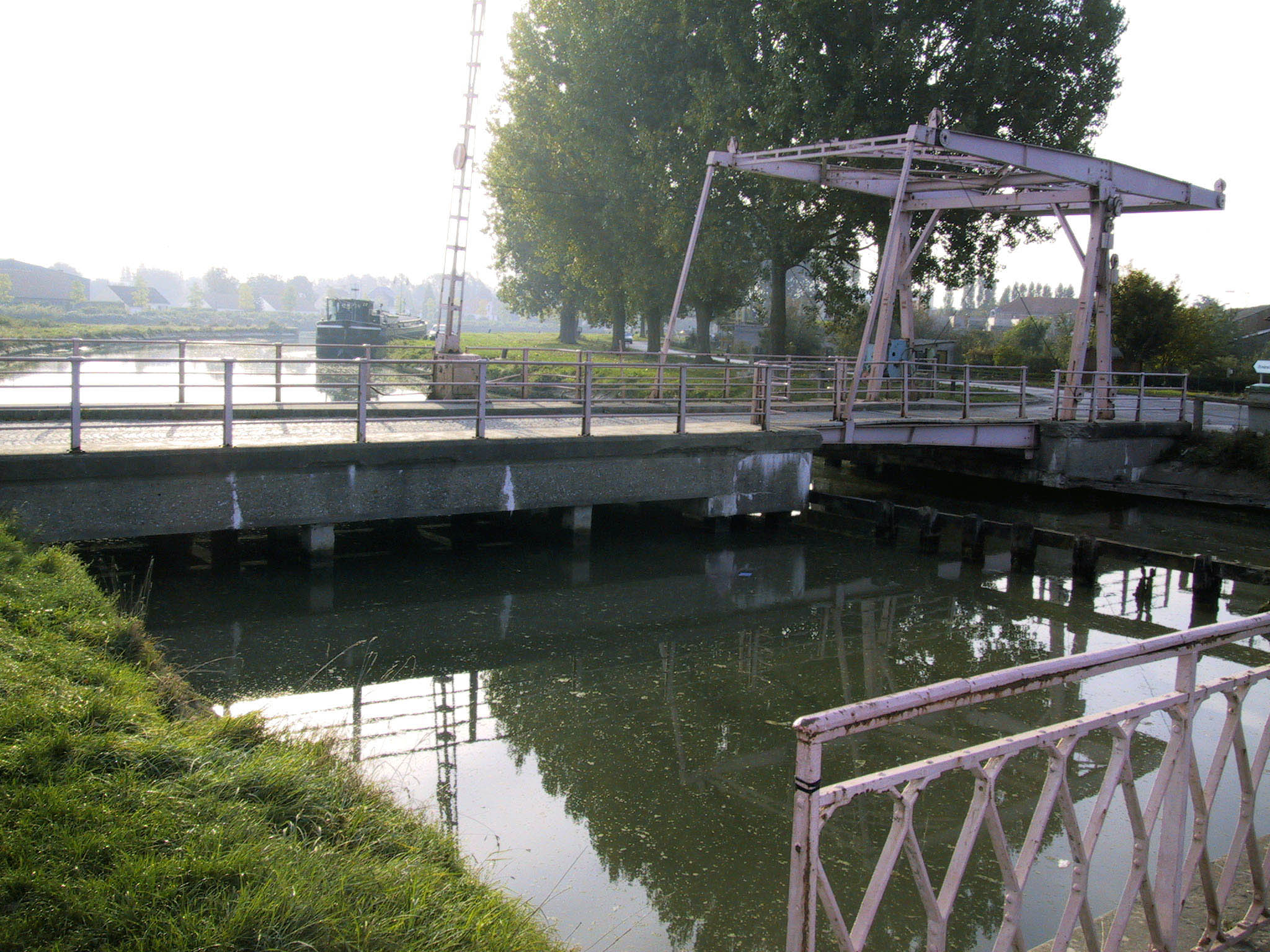
Derivación del canal de Neufossé
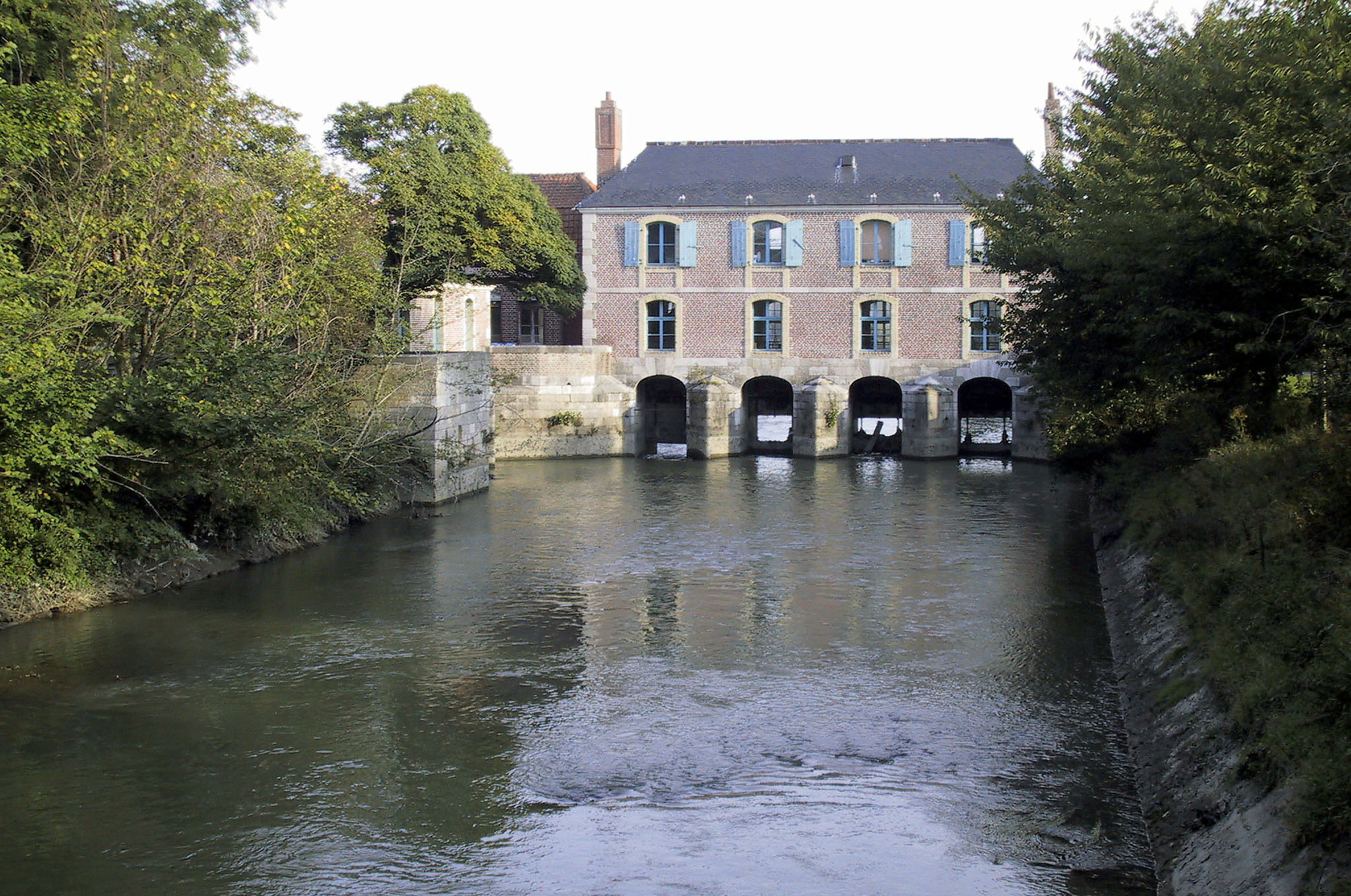
La casa del Parque natural